# Грузия на летних Олимпийских играх 2012
Грузия на летних Олимпийских играх 2012 была представлена 35 спортсменами в 12 видах спорта. Капитаном олимпийской команды Грузии была назначена спортсменка Нино Салуквадзе (также представлявшая свою страну на олимпийских соревнованиях по пулевой стрельбе), а вице-капитаном стал дзюдоист Ломер Жоржолиани.
В Лондоне на период Олимпийских игр традиционно был открыт «Грузинский дом», в рамках которого были запланированы встречи с олимпийцами-ветеранами, выдающимися деятелями культуры и представителями грузинской сборной. Там же планировалось познакомить жителей и гостей Лондона с историей Грузии, её культурой, спортивными и олимпийскими традициями. Кроме того, на время проведения Игр в Тбилиси была развёрнута платформа грузино-британской культуры, в рамках которой был организован олимпийский двор в тбилисском спорт-кафе для грузинских болельщиков.

## Отправка сборной на ОИ
Отправка спортсменов на Игры в Лондон осуществлялась в два этапа и сопровождалась большим вниманием первых лиц страны (как светских, так и духовных). Утром 23 июля в Лондон прибыли вице-президенты Национального олимпийского комитета Давид Гобеджишвили и Вахтанг Гогелия, а также члены сборной — Нино Салуквадзе (стрельба из пистолета), Кристина Эсебуа (стрельба из лука), их тренеры и административные группы. В тот же день оставшиеся в Грузии члены национальной сборной (33 из 35) встретились с Католикос-Патриархом всея Грузии Илией Вторым и в ходе встречи тот благословил сборную и подарил ей икону. По окончании встречи в своей тбилисской резиденции со спортсменами встретился Президент Грузии Михаил Саакашвили. В ходе встречи Саакашвили заявил, что за каждую золотую медаль будет выдана «самая высокая в мире премиальная сумма» и пожелал спортсменам успехов в сореванованиях.
На следующий день президент Национального олимпийского комитета (НОК) Грузии Георгий Нацвлишвили заявил журналистам, что НОК рассчитывает на 7-8 медалей, причём особые надежды были возложены в первую очередь на борцов вольного и греко-римского стилей, дзюдоистов, а также спортсменок по пулевой стрельбе и стрельбе из лука. Нацвлишвили также сообщил, что премиальный фонд для победителей будет «солидным». Данные заявления спровоцировали появление в грузинских СМИ информации о вознаграждении в 1,2 млн долларов для спортсменов, завоюющих золотые медали, что в два раза больше самой высокой премии за золотую медаль, установленной в мире (Азербайджан — 510 тыс. дол.). Однако вскоре Министерство по делам спорта и молодежи Грузии эту информацию опровергло. В заявлении Министерства было сказано, что «конкретный размер награды будет определён в зависимости от результатов и полученных спортсменами медалей».
Основная делегация, состоящая примерно из 148 олимпийцев отправилась в Лондон 25 июля чартерным рейсом (оставшаяся группа должна была вылететь 4 августа). Всего, по словам Нацвлишвили, делегация Грузии вместе с болельщиками должна была составить около 200 человек.
После прибытия в Лондон грузинские спортсмены были размещены в олимпийской деревне, вместе с ними там же находился и Гия Нацвлишвили. На следующий день, 26 июля, в присутствии мэра Олимпийской деревни был торжественно поднят флаг Грузии, прозвучал гимн и состоялось официальное представление грузинской делегации. В торжественной церемонии приняли участие находящиеся к этому времени в Лондоне 22 грузинских спортсмена, тренеры, президент НОК и представители Министерства по делам молодежи и спорта Грузии.

## Скандал с указанием мест рождений
24 июля заместитель председателя парламентского комитета по внешним связям Георгий Канделаки заявил о наличии ошибки на официальном сайте Олимпийский Игр 2012. По его словам, ошибка была связана с указанием происхождения некоторых российских спортсменов: местом рождения Бесика Кудухова была указана Южная Осетия, а Дениса Царгуша — Гудаута, однако там же им приписаны в скобках аббревиатуры RUS (сокр. «Россия» или «русский»). По мнению Канделаки ошибочная информация была целенаправленно предоставлена организаторам соревнований российской стороной, что означало осуществление аннексии территорий Абхазии и Южной Осетии и негативное отношение к идее грузинской государственности. В тот же день НОК Грузии направил официальное письмо организаторам Олимпиады-2012 с требованием изменить указанную информацию о двух российских спортсменах, представленную на официальном сайте Игр. В письме содержалось требование изменить указанные места рождения двух российских спортсменов (Кудухова и Царгуша) таким образом, чтобы их местом рождения была указана Грузия.
СМИ отмечали, что аналогичная ситуация была и с биографиями остальных российских спортсменов, родившихся на территории республик бывшего СССР, в частности, Казахской ССР, УССР и Армянской ССР. При этом каких-либо претензий со стороны Армении и Казахстана организаторам Игр не поступало, но 26 июля штаб олимпийской делегации Украины призвал оргкомитет Олимпиады срочно исправить ошибки. Тим Поттер, представитель сайта Лондонской игр, возложил вину за ошибки на Национальные олимпийские комитеты, поскольку, по его словам, это они отвечают за предоставление биографических данных спортсменов.
В ответ на протест Грузии президент Федерации спортивной борьбы России (ФСБР), олимпийский чемпион Михаил Мамиашвили заявил о своём несогласии с возможным недопуском Кудухова и Царгуша к участию в ОИ.
27 июля стало известно, что оргкомитет Олимпиады частично удовлетворил требование НОК Грузии, просто убрав пометку RUS при указании мест рождений Кудухова и Царгуша.

## Выступление Грузинской олимпийской команды

### Бокс
Спортсменов — 1
Мужчины
Основная часть путёвок для боксёров на Олимпийские Игры 2012 разыгрывалась на чемпионате мира по боксу в 2011 году, но там ни один из грузинских боксёров не смог получить олимпийскую лицензию. Однако на прошедшем в апреле 2012 года в турецком городе Трабзон европейском квалификационном турнире «Лондон 2012» допуск к ОИ смог получить Мераб Туркадзе, став, таким образом, единственным боксёром, представлявшим Грузию на ОИ. Но выступить он так и не смог, поскольку не был допущен к соревнованиям, из-за превышения весового норматива категории «до 56 кг». Согласно распространённой информации, ещё накануне вес спортсмена соответствовал требованиям, но на следующий день взвешивание спортсмена показало превышение нормы на 300 грамм. Давид Гобеджишвили, вице-президент НОК Грузии, заявил, что Туркадзе успешно прошёл взвешивание 27 июля, а затем на тренировке повредил запястье, в результате чего тренировку пришлось отменить. Именно это, по его словам, и стало причиной превышения допустимых норм на 200 грамм на следующий день.
| Соревнование | Спортсмены     | Первый раунд                    | Второй раунд         | Четвертьфинал        | Полуфинал            | Финал                | Место                |
| Соревнование | Спортсмены     | Соперник Результат              | Соперник Результат   | Соперник Результат   | Соперник Результат   | Соперник Результат   | Место                |
| ------------ | -------------- | ------------------------------- | -------------------- | -------------------- | -------------------- | -------------------- | -------------------- |
| до 56 кг     | Мераб Туркадзе | М. Уадахи (ALG) Пор. не допущен | Завершил выступление | Завершил выступление | Завершил выступление | Завершил выступление | Завершил выступление |

### Велоспорт
Спортсменов — 1

#### Шоссейный велоспорт
Мужчины
Георгий Надирадзе стал первым грузинским велогонщиком, выступившим на Олимпийских Играх. Однако выступление оказалось неудачным: спортсмен сошёл с трассы до финиша, преодолев 152,7 км из 199,5.
| Соревнование    | Спортсмены        | Время             | Место             |
| --------------- | ----------------- | ----------------- | ----------------- |
| Групповая гонка | Георгий Надирадзе | Сошёл с дистанции | Сошёл с дистанции |

### Дзюдо
Спортсменов — 7
Мужчины
Петер Зайзенбахер, австрийский тренер грузинской команды, на пресс-конференции 8 июля назвал состав команды дзюдоистов. Многие из названных имён были вполне ожидаемы, в частности, Шавдатуашвили (66 кг), Таталашвили (73 кг), Чрикишвили (81 кг) и Липартелиани (90 кг). Но в случае с остальными тремя весовыми категориями Зайзенбахер должен был сделать выбор среди 2—3 кандидатов каждой категории. Как он сам объяснил, конкурсный отбор в категории до 60 кг был весьма хорош и наилучший результат продемонстрировал Амиран Папинашвили, но для участия в ОИ Зайзенбахер выбрал всё же Шуквани, ибо у него «больше шансов достичь успеха на Олимпийских Играх». Что касается категории до 100 кг, то до пресс-конференции многие считали, что выбор тренера будет в пользу олимпийского чемпиона 2008 года Ираклия Цирекидзе и Зайзенбахер подтвердил, что именно он и был первоначальным кандидатом в сборную. Но накануне пресс-конференции Цирекидзе заявил тренеру, что психологически не готов, несмотря на хорошую физическую форму и успешные тренировки. В связи с этим его место в сборной занял Ломер Жоржолиани. Тамаз Навериани, один из вице-президентов федерации дзюдо Грузии, также присутствовавший на пресс-конференции, заявил, что Жоржолиани лучше, поскольку в рейтинге он на 258 баллов опережает Цирекидзе, а кроме того, последний не пришёл на встречу, посвященную процессу подготовки. Журналист Отар Маглакелидзе, присутствовавший на пресс-конференции, отметил, что некоторые журналисты посчитали аргументы Цирекидзе весьма странными и безрезультатно попытались с ним связаться. Что касается последней весовой категории, то Адам Окруашвили (категория «свыше 100 кг») попал в сборную из-за травмы Звиада Ханджалиашвили.
Беткил Шуквани, выступавший одним из первых, 28 июля выбыл из соревнования, проиграв французскому борцу Софьену Мило. Журналисты отмечали, что при прибытии в Лондон Шуквани прищемил палец дверью автомобиля, из-за чего после боя с французом ему потребовалось малое хирургическое вмешательство.
Вторым из дзюдоистов выступил 20-летний Лаша Шавдатуашвили, 29 июля одержавший победу над чилийским дзюдоистом Алехандро Суньига. После победы над Суньигой Шавдатуашвили одержал ещё три победы, каждый раз завершая встречу иппоном. В финале грузинский спортсмен встретился с 31-летним венгерским дзюдоистом Микло Унгваром, уже в третий раз принимавшим участие в ОИ. Финал состоялся в тот же день, 29 июля, в нём победу одержал Шавдатуашвили, таким образом завоевав золотую медаль. С победой спортсмена поздравил Президент Грузии Михаил Саакашвили на своей странице в социальной сети Facebook.
| Категория    | Спортсмен           | 1/32 финала                | 1/16 финала                        | 1/8 финала                    | Четвертьфинал             | Полуфинал              | Финал                  | Место                |
| Категория    | Спортсмен           | Соперник Результат         | Соперник Результат                 | Соперник Результат            | Соперник Результат        | Соперник Результат     | Соперник Результат     | Место                |
| ------------ | ------------------- | -------------------------- | ---------------------------------- | ----------------------------- | ------------------------- | ---------------------- | ---------------------- | -------------------- |
| до 60 кг     | Беткил Шуквани      | AUSА. Дикинс В 1030:0000   | FRAС. Милу П 0011:1000             | завершил выступление          | завершил выступление      | завершил выступление   | завершил выступление   | 17                   |
| до 66 кг     | Лаша Шавдатуашвили  |                            | CHIСуньига В 0101:0002             | FRAДавид Ларо В 0100:0001     | GBRКолин Оатс В 0100:0000 | JPNЭбинума В 0100:0000 | HUNУнгвари В 0001:0000 | 1                    |
| до 73 кг     | Нугзар Таталашвили  | KORВан Ги Чхун П 0000:0001 | завершил выступление               | завершил выступление          | завершил выступление      | завершил выступление   | завершил выступление   | завершил выступление |
| до 81 кг     | Автандил Чрикишвили | не участвовал              | CROТомислав Марьянович В 0100:0001 | USAТрэвис Стивенс П 0000:1000 | завершил выступление      | завершил выступление   | завершил выступление   | завершил выступление |
| до 90 кг     | Варлам Липартелиани | не участвовал              | CMRДиедон Долассем В 0003:0101     | AUSМ. Энтони П 0020:0101      | завершил выступление      | завершил выступление   | завершил выступление   | завершил выступление |
| до 100 кг    | Леван Жоржолиани    | не участвовал              | ROUДаниэль Брата В 0102:0013       | AZEЭльмар Гасымов П 0011:0002 | завершил выступление      | завершил выступление   | завершил выступление   | завершил выступление |
| свыше 100 кг | Адам Окруашвили     | не участвовал              | GERАндреас Тёльцер П 0003:0201     | завершил выступление          | завершил выступление      | завершил выступление   | завершил выступление   | завершил выступление |

Ранее, в преследовании по политическим мотивам обвинял власти страны и другой спортсмен.
14 августа Шуквани заявил, что намерен обратиться в международный суд и оспорить оценки судей во время его выступления на Олимпиаде. Для этого, он двумя днями ранее вернулся в Лондон и с помощью друзей нанял адвокатов для защиты его прав в международном суде. Других подробностей он не раскрыл.
Данный инцидент в Грузии был воспринят довольно неоднозначно. Так, например, арбитр международного ранга Владимир Нуцубидзе, наблюдавший поединок, заявил, что «даже набранные очки уже не могли повлиять на результат поединка», поскольку противник уложил Шуквани на спину, выполнив бросок «ипоном». Многие грузинские спортивные комментаторы и специалисты воздержались от оценок сложившейся ситуации, а журналисты, присутствовавшие на Олимпиаде, оскорблений со стороны представителей грузинской делегации не наблюдали. В то же время, политолог Рамаз Сакварелидзе заметил, что подобное деление лиц в соответствии с их отношением к правительству однозначно свидетельствует о том, что «в Грузии политическая обстановка сильно накалена».
На следующий день официальные лица осудили заявления Шуквани. Так, президент НОК Гия Нацвлишвили заявил, что у Шуквани нет никаких причин, обращаться в суд за осуществленное на него давление, или невнимательность со стороны олимпийской делегации Грузии. Также он заявил, что обвинения Шуквани в давлении на него ложны. Президент федерации борьбы Каха Гецадзе посчитал, что заявления Шуквани имели политическую подоплёку, поскольку за несколько дней до Олимпиады он провел политические встречи, что «очень подействовало на его выступление».

### Стрельба из лука
Спортсменов — 1
Женщины
В данной дисциплине сборная Грузии была представлена единственной спортсменкой — Кристиной Эсебуа. Эсебуа участвовала в летних Олимпийских играх 2008, на которых заняла 17 место. Тренировалась в Тбилиси на стадионе «Локомотив» имени Михаила Месхи под руководством корейского тренера. Перед отправкой в Лондон спортсменка заявляла, что будет бороться за золотую медаль, поскольку серебряная её «не устраивает». На квалификационных выступлениях, состоявшихся 27 июля, набрала 642 балла, заняв 34 место. В первом соревновании выступила против чилийской лучницы Денисе Астрид Ван Ламоен, которой в Чемпионате мира по стрельбе из лука 2011 года уступила в борьбе за первое место. Ван Ламоэн во время квалификационного раунда также показала посредственные результаты и заняла 31 место, но проиграла сопернице со счётом 6-0. Свою вторую встречу Эсебуа проиграла, уступив кореянке Ли Сун Чжин, занявшей второе место на квалификации.
| Спортсменка     | Дисциплина                          | Квалификация | Квалификация | 1/64 финала                   | 1/32 финала                               | 1/16 финала        | Четвертьфинал      | Полуфинал          | Финал              | Финал          |
| Спортсменка     | Дисциплина                          | Очки         | Место        | Соперник Результат            | Соперник Результат                        | Соперник Результат | Соперник Результат | Соперник Результат | Соперник Результат | Место          |
| --------------- | ----------------------------------- | ------------ | ------------ | ----------------------------- | ----------------------------------------- | ------------------ | ------------------ | ------------------ | ------------------ | -------------- |
| Кристина Эсебуа | Индивидуальное первенство (женщины) | 642          | 34           | Ван Ламоен Чили (31) Поб. 6-0 | Ли Сун Чжин Республика Корея (2) Пор. 2-6 | Не участвовала     | Не участвовала     | Не участвовала     | Не участвовала     | Не участвовала |

### Лёгкая атлетика
Спортсменов — 4
Мужчины
| Дисциплина      | Спортсмен           | Предварительный раунд | Предварительный раунд | Четвертьфиналы       | Четвертьфиналы       | Полуфиналы           | Полуфиналы           | Финал                | Финал                |
| Дисциплина      | Спортсмен           | Результат             | Место                 | Результат            | Место                | Результат            | Место                | Результат            | Место                |
| --------------- | ------------------- | --------------------- | --------------------- | -------------------- | -------------------- | -------------------- | -------------------- | -------------------- | -------------------- |
| 110 м с/б       | Давид Илариани      | 13.90                 | 8                     | Завершил выступление | Завершил выступление | Завершил выступление | Завершил выступление | Завершил выступление | Завершил выступление |
| ходьба на 50 км | Мацей Росевич       |                       |                       |                      |                      |                      |                      | 4:05:20              | 44                   |
| прыжки в длину  | Болеслав Схиртладзе | 7.26                  | 35                    | Завершил выступление | Завершил выступление | Завершил выступление | Завершил выступление | Завершил выступление | Завершил выступление |

Женщины
| Дисциплина     | Спортсменка     | Предварительный раунд | Предварительный раунд | Четвертьфиналы        | Четвертьфиналы        | Полуфиналы            | Полуфиналы            | Финал                 | Финал                 |
| Дисциплина     | Спортсменка     | Результат             | Место                 | Результат             | Место                 | Результат             | Место                 | Результат             | Место                 |
| -------------- | --------------- | --------------------- | --------------------- | --------------------- | --------------------- | --------------------- | --------------------- | --------------------- | --------------------- |
| прыжки в длину | Майко Гоголадзе |                       |                       | Завершила выступление | Завершила выступление | Завершила выступление | Завершила выступление | Завершила выступление | Завершила выступление |

### Теннис
Спортсменов — 2
Женщины
Соперницей Анны Татишвили в первом раунде теннисного турнира стала представительница Лихтенштейна Штефани Фогт, которая в мировом рейтинге на тот момент занимала 233-ю позицию (Татишвили тогда же занимала 84-ю позицию) и попала на олимпиаду только по приглашению.
| Соревнование     | Спортсменки                             | 1/32 финала                      | 1/16 финала                                                | 1/8 финала            | Четвертьфинал         | Полуфинал             | Матч за 3-е место     | Финал                 | Место                 |
| Соревнование     | Спортсменки                             | Соперник Счёт                    | Соперник Счёт                                              | Соперник Счёт         | Соперник Счёт         | Соперник Счёт         | Соперник Счёт         | Соперник Счёт         | Место                 |
| ---------------- | --------------------------------------- | -------------------------------- | ---------------------------------------------------------- | --------------------- | --------------------- | --------------------- | --------------------- | --------------------- | --------------------- |
| Одиночный разряд | Анна Татишвили (?)                      | Штефани Фогт (LIE) Поб. 6-2, 6-0 | Надежда Петрова (RUS) Пор. 3-6, 7-6, 2-6                   | Завершила выступление | Завершила выступление | Завершила выступление | Завершила выступление | Завершила выступление | Завершила выступление |
| Парный разряд    | Маргарита Чахнашвили Анна Татишвили (?) |                                  | Андрея Клепач, Катарина Среботник (SLO) Пор. 6-7, 6-3, 2-6 | Завершили выступление | Завершили выступление | Завершили выступление | Завершили выступление | Завершили выступление | Завершили выступление |

## Медали
| Медаль  | Спортсмен             | Вид спорта           | Дисциплина         | Дата       |
| ------- | --------------------- | -------------------- | ------------------ | ---------- |
| Золото  | Лаша Шавдатуашвили    | Дзюдо                | Мужчины, до 66 кг  | 29 июля    |
| Серебро | Реваз Лашхи           | Греко-римская борьба | Мужчины, до 60 кг  | 6 августа  |
| Серебро | Владимер Хинчегашвили | Вольная борьба       | Мужчины, до 55 кг  | 10 августа |
| Серебро | Давит Модзманашвили   | Вольная борьба       | Мужчины, до 120 кг | 11 августа |
| Бронза  | Манучар Цхадая        | Греко-римская борьба | Мужчины, до 66 кг  | 7 августа  |
| Бронза  | Давид Марсагишвили    | Вольная борьба       | Мужчины, до 84 кг  | 11 августа |
| Бронза  | Георгий Гогшелидзе    | Вольная борьба       | Мужчины, до 96 кг  | 12 августа |

| Вид спорта           | 1 | 2 | 3 | Всего |
| Вольная борьба       | 0 | 2 | 2 | 4     |
| Греко-римская борьба | 0 | 1 | 1 | 2     |
| Дзюдо                | 1 | 0 | 0 | 1     |
| Всего                | 1 | 3 | 3 | 7     |

| Пол     | 1 | 2 | 3 | Всего |
| Мужчины | 1 | 3 | 3 | 7     |
| Женщины | 0 | 0 | 0 | 0     |
| Всего   | 1 | 3 | 3 | 7     |

| Медали по дням | Медали по дням | Медали по дням | Медали по дням | Медали по дням | Медали по дням | Медали по дням |
| -------------- | -------------- | -------------- | -------------- | -------------- | -------------- | -------------- |
| День           | Дата           | 1              | 2              | 3              | Итого          |                |
| День 0         | 27 июля        | —              | —              | —              | —              |                |
| День 1         | 28 июля        | 0              | 0              | 0              | 0              |                |
| День 2         | 29 июля        | 1              | 0              | 0              | 1              |                |
| День 3         | 30 июля        | 0              | 0              | 0              | 0              |                |
| День 4         | 31 июля        | 0              | 0              | 0              | 0              |                |
| День 5         | 1 августа      | 0              | 0              | 0              | 0              |                |
| День 6         | 2 августа      | 0              | 0              | 0              | 0              |                |
| День 7         | 3 августа      | 0              | 0              | 0              | 0              |                |
| День 8         | 4 августа      | 0              | 0              | 0              | 0              |                |
| День 9         | 5 августа      | 0              | 0              | 0              | 0              |                |
| День 10        | 6 августа      | 0              | 1              | 0              | 1              |                |
| День 11        | 7 августа      | 0              | 0              | 1              | 1              |                |
| День 12        | 8 августа      | 0              | 0              | 0              | 0              |                |
| День 13        | 9 августа      | 0              | 0              | 0              | 0              |                |
| День 14        | 10 августа     | 0              | 1              | 0              | 1              |                |
| День 15        | 11 августа     | 0              | 1              | 1              | 2              |                |
| День 16        | 12 августа     | 0              | 0              | 1              | 1              |                |
| Всего          | Всего          | 1              | 3              | 3              | 7              |                |

## Выступление югоосетинских и абхазских спортсменов
В виду напряженных отношений между Грузией и её отколовшимися республиками, выступление осетинских (в том числе и уроженцев Северной Осетии) и абхазских спортсменов (как в команде России, так и Грузии) было в значительной мере политизировано.
Анализируя выступление осетин на Олимпиаде, специалисты заявляли, что «гипотетическая сборная Осетии могла занять в Лондоне 29-е место в командном зачете», при этом обойдя Турцию, Канаду, Индию и другие страны. Всего осетины в составе сборных России, Азербайджана и Узбекистана завоевали две золотые, четыре серебряные и три бронзовые медали. При этом Артур Таймазов стал трёхкратным олимпийским чемпионом по вольной борьбе (до него из кавказцев столько наград завоёвывал лишь Бувайсар Сайтиев), а Софья Очигава, родившаяся в смешанной осетино-грузинской семье, завоевала серебряную медаль в боксе в весе до 60 кг.
Тбилисский спортивный обозреватель Давид Клибадзе положительно охарактеризовал выступление осетин, отметив, что он болел не только за тех осетин и абхазов, которые выступали в составе сборной Грузии, но и за тех, кто выступал в других сборных.

## Анализ и оценки результатов
Давид Клибадзе отнесся к завоеванным медалям довольно скептически, заявив, что «через пять-шесть лет, наверное, только родственники спортсменов, которые взяли третье место, будут вспоминать и хвастаться тем, что их близкий в Лондоне завоевал бронзовую медаль». В отношении серебряных медалей его позиция была также довольно скептической, поскольку по его мнению, серебряная медаль свидетельствует о неготовности спортсмена к решающему поединку. При этом, заявления официальных лиц об успехе он назвал желанием сохранить свои должности и оправданием перед публикой.
15 августа, через несколько дней после окончания Олимпийских игр, президент НОК Гия Нацвлишвили заявил, что «Олимпиада была для Грузии успешной». По его словам, несмотря на то, что грузинские спортсмены смогли завоевать лишь одну золотую медаль, план из 7-8 медалей всё же был выполнен. В качестве причин малого количества золотых медалей Нацвлишвили назвал «ошибку судей» в одном случае, а в остальных — неопытность. Лично он оценил выступление сборной на «четыре с плюсом» по пятибалльной системе. Также Нацвлишвили отметил, что все медали были по борьбе, и заявил, что необходимо развивать и остальные дисциплины, например, баскетбол.
В конце 2012 года НОК Грузии назвал десятку лучших спортсменов страны этого года, в которую попали все олимпийские чемпионы.